# Culex maderensis
Culex maderensis är en tvåvingeart som beskrevs av Mattingly 1955. Culex maderensis ingår i släktet Culex och familjen stickmyggor. Inga underarter finns listade i Catalogue of Life.